# Ander Elessedil
Ander Elessedil è un personaggio del secondo libro Le Pietre Magiche di Shannara della trilogia Il Ciclo di Shannara di Terry Brooks.

## Storia
Quando il divieto imposto dall'Eterea cominciò a sgretolarsi, le Terre dell'Ovest entrarono in una grande guerra contro i demoni che nel frattempo uscivano dalla barriera del Divieto e si riversavano nelle Pianure di Cenere. Ander Elessedil era entrato in una fase in cui il fratello Arion, erede al trono, lo odiava molto intensamente. Nella battaglia del Confine Arion perse la vita e Eventine Elessedil, re degli elfi, venne gravemente ferito. Quindi Ander prese il controllo dell'esercito elfo. Dopo varie battaglie, gli elfi si ritirarono ad Arborlon, mentre i demoni li seguivano. Lì si svolse la battaglia definitiva dove gli elfi, sotto il controllo di Ander, vinsero. Verso la fine della storia Eventine morì e Ander Elessedil divenne il nuovo re degli Elfi.